# Montaguto
Montaguto es uno de los 119 municipios o comunas ("comune" en italiano) de la provincia de Avellino, en la región de Campania. Con cerca de 545 habitantes, según el censo de 2005, se extiende por una área de 18,21 km², teniendo una densidad de población de 29,93 hab/km². Linda con los municipios de Greci, Orsara di Puglia, Panni, y Savignano Irpino.

## Demografía
| Gráfica de evolución demográfica de Montaguto entre 1861 y 2001 |
|                                                                 |
| Fuente ISTAT - elaboración gráfica de Wikipedia                 |

## Evolución demográfica
- Datos: Q55055
- Multimedia: Montaguto / Q55055

1. ↑  Worldpostalcodes.org, código postal n.º 83030.
2. ↑  «Codici Catastali». Comuni-italiani.it (en italiano). Consultado el 29 de abril de 2017.